# Julia Druzylla
Julia Druzylla (łac. Iulia Drusilla, ur. 16 września 16 n.e.; zm. 10 czerwca 38 n.e.) – średnia córka Germanika i Agrypiny Starszej. Siostra cesarza Kaliguli. Była faworyzowana przez Kaligulę, a rozpowszechnione plotki twierdziły, że była również jego kochanką. Nie wiemy, czy bliskie stosunki między rodzeństwem miały rzeczywiście seksualny charakter, czy były to tylko próby dyskredytowania prywatnego życia cesarza. Po nagłej śmierci 10 czerwca 38 r. Julia została pochowana z honorami Augusty, ogłoszona przez senat na żądanie Kaliguli boginią i czczona pod imieniem Pantei. Była pierwszą kobietą w historii Rzymu, która została deifikowana. Swojej urodzonej później córce - Julii, Kaligula dał imię Druzylla - po ulubionej siostrze.
Julia była dwukrotnie zamężna:
- z Lucjuszem Kasjuszem Longinusem od 33 r. do rozwodu w 37 r. (prawdopodobnie na polecenie Kaliguli),
- z Markiem Emiliuszem Lepidem.

Wywód przodków:
| 4. Druzus Starszy  |  |                     |  |  |                   |
|                    |  | 2. Germanik         |  |  |                   |
| 5. Antonia Młodsza |  |                     |  |  |                   |
|                    |  |                     |  |  | 1. Julia Druzylla |
| 6. Marek Agrypa    |  |                     |  |  |                   |
|                    |  | 3. Agrypina Starsza |  |  |                   |
| 7. Julia Starsza   |  |                     |  |  |                   |
|                    |  |                     |  |  |                   |